# August Wilhelm Schlegel
August Wilhelm von Schlegel (8. září 1767 Hannover – 12. května 1845 Bonn) byl německý literární historik, překladatel z angličtiny a španělštiny, spisovatel, indolog a filozof. Bývá považován za spoluzakladatele romantismu v německé literatuře.
Je považován za zakladatele německé indologie, vydával také Indickou knihovnu (Indische Bibliothek).

## Životopis
Byl spolu se svým mladším bratrem Friedrichem synem protestantského pastora Johanna Adolfa Schlegela. Na univerzitě v Göttingenu studoval nejdříve filozofii, záhy se avšak rozhodl přejít ke studiu filologie.
V letech 1797–1810 se zabýval společně se svojí ženou Caroline Schlegel překládáním anglických děl Williama Shakespeara do němčiny. Společně se svým bratrem Friedrichem vydával také v letech 1798–1800 časopis Athenaeum.
Roku 1845 zemřel, byl pochován na hřbitově Alter Friedhof v Bonnu.

## Rodinná fotogalerie

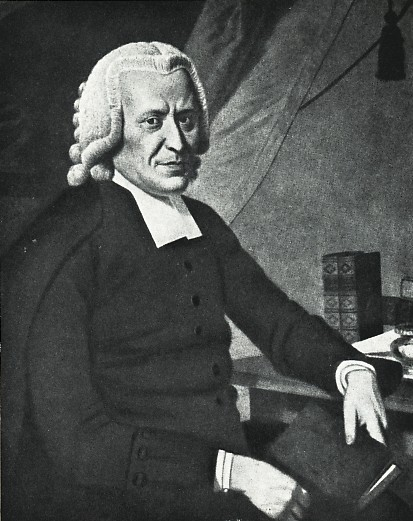
Johann Adolf Schlegel, otec obou bratrů
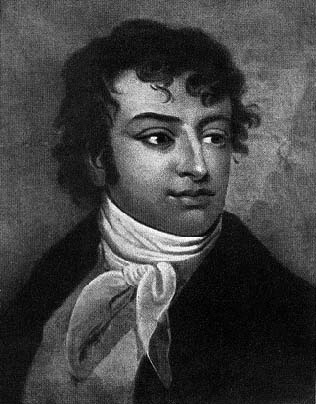
August Wilhelm Schlegel
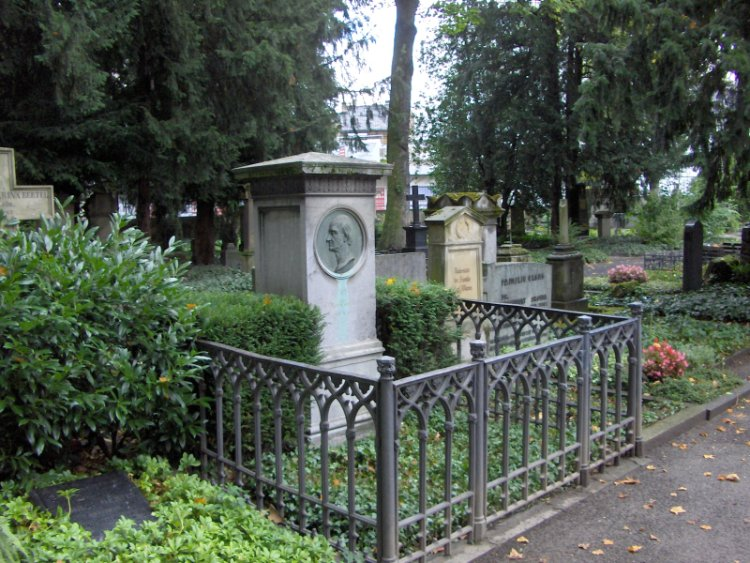
Hrob Augusta Wilhelma Schlegela v Bonnu
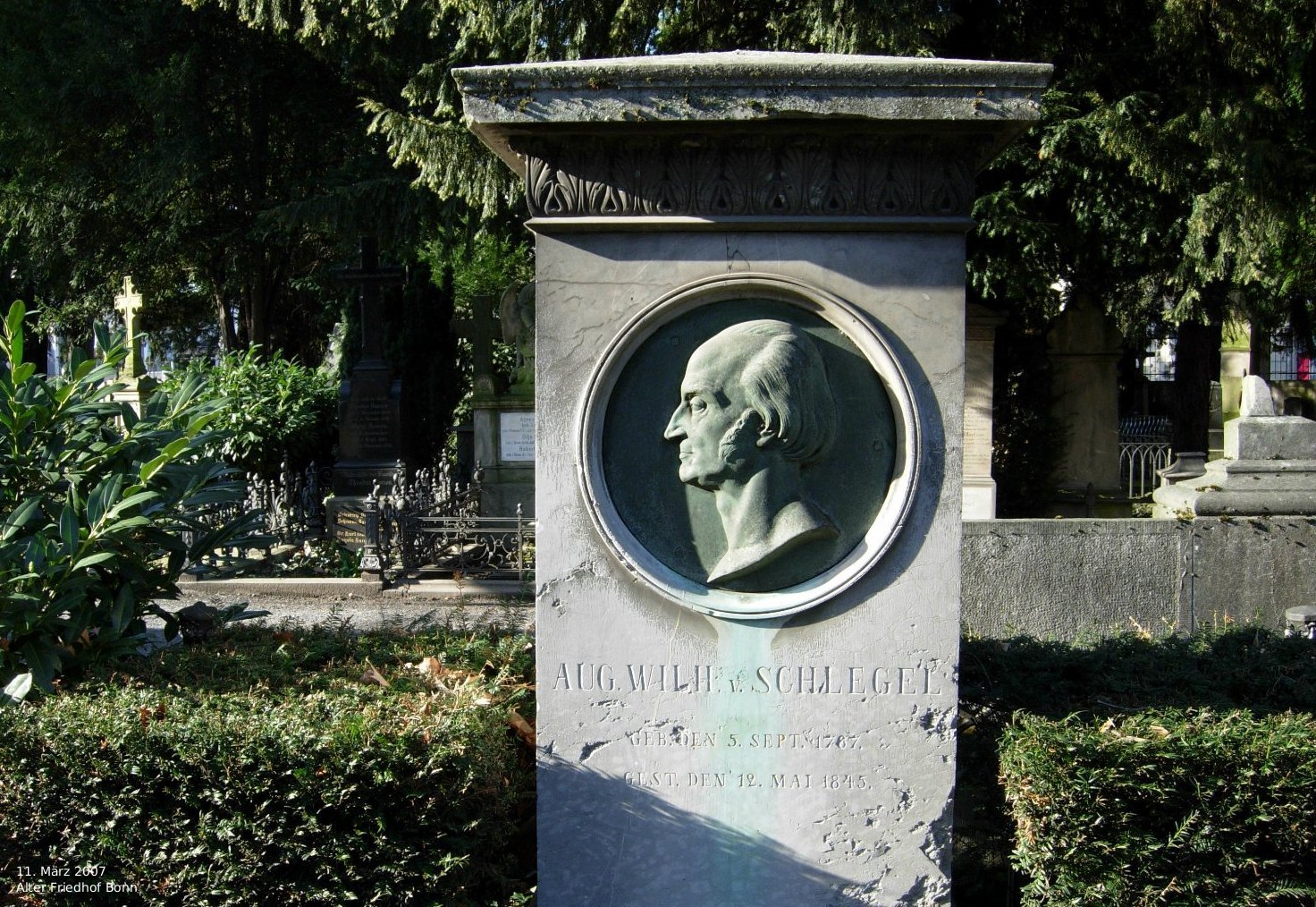
Detail náhrobku A. W. Schlegela v Bonnu
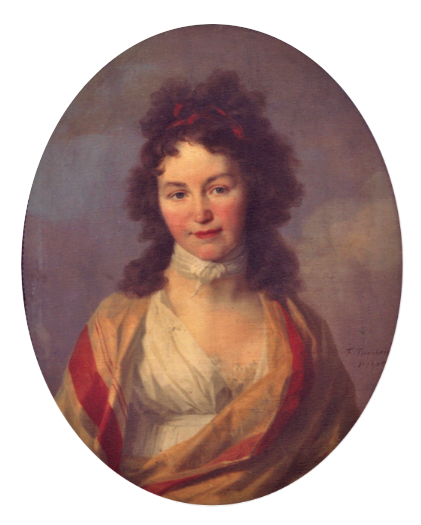
Caroline Schlegel, choť A. W. Schlegela